# Цај Цевио (Верона)
Цај Цевио је насеље у Италији у округу Верона, региону Венето.
Према процени из 2011. у насељу је живело 18 становника. Насеље се налази на надморској висини од 25 м.